# Gegenschwäher
Gegenschwäher oder Gegenschwager sind die beidseitigen Schwiegerväter respektive die Väter eines Ehepaares. Laut Adelungs Grammatisch-kritischem Wörterbuch der Hochdeutschen Mundart von 1796 sind die „Gêgenschwager diejenigen Schwäger, von welchen einer des Mannes, der andere der Frauen Vater ist.“

## Verwendung
Gottfried Keller hat diese Bezeichnung in verschiedenen Werken gebraucht, so u. a. im Fähnlein der sieben Aufrechten. Quellen finden sich im Deutschen Rechtswörterbuch.
Der Begriff lateinisch consocer wird u. a. gebraucht in der Zivilprozessordnung des Kanton Baselland P.162 und P.172.